# نولان هزيل
نولان هزيل (الاسم العلمي:Nolana gracillima) هو نوع نباتي يتبع جنس النولان من فصيلة الباذنجانية.